# Dermaturus mandtii
Dermaturus mandtii är en kräftdjursart som beskrevs av Brandt 1850. Dermaturus mandtii ingår i släktet Dermaturus och familjen trollkrabbor. Inga underarter finns listade i Catalogue of Life.